# Psittacanthus stergiosii
Psittacanthus stergiosii är en tvåhjärtbladig växtart som beskrevs av Kuijt. Psittacanthus stergiosii ingår i släktet Psittacanthus och familjen Loranthaceae. Inga underarter finns listade i Catalogue of Life.